# اورماس کیرس
اورماس کیرس (استونیایی: Urmas Kirs؛ زادهٔ ۵ نوامبر ۱۹۶۶) بازیکن سابق و مربی فوتبال اهل استونی است.
از باشگاه‌هایی که در آن بازی کرده‌است می‌توان به باشگاه فوتبال فلورا تالین، باشگاه فوتبال تارواس راکوره و باشگاه فوتبال ویلیاندی تولویک اشاره کرد.
وی همچنین در تیم ملی فوتبال استونی بازی کرده‌است.